# Burg Friedrichstein (Slowenien)
Die Burg Friedrichstein (slowenisch Grad Fridrihštajn) ist eine Burgruine auf dem Berg Stim im Gebiet Kočevje, Unterkrain, im heutigen Slowenien. Die Höhenburg liegt im Gottscheer Land, einer ehemaligen deutschen Sprachinsel, die aus einem Lehen der Oberkärntner Grafschaft Ortenburg im 14. und 15. Jahrhundert hervorgegangen war.

## Geschichte
Die Burg wurde im frühen 15. Jahrhundert (zwischen 1423 und 1425) von Friedrich II., dem Sohn von Graf Hermann II. von Cilli, für seine Geliebte Veronika von Deschenitz erbaut, mit der er nach dem Tod seiner ersten Frau Elizabeta Frankopanska gegen den Willen seines Vaters verheiratet war. 
Graf Hermann II. von Cilli ließ Veronika Deseniska auf Burg Osterwitz ertränken, nachdem sich das Gericht in Cilli geweigert hatte, sie als Hexe zu verurteilen. Seinen Sohn warf er ins Gefängnis und ließ die Burg zerstören. Nach dem Tod von Hermann II. wurde die Burg wiederhergestellt.
Nach dem Aussterben der Dynastie der Cillier gehörte die Burg ab 1456 dem habsburgischen Kaiser Friedrich III., der den Unterhalt der Burg einem Verwalter übertrug. Einer davon war Michel Pierss, der im November 1503 bekundete, dass er wie sein Vater zuvor, Sigmund Pirs(s), König Maximillian's Hauptmann in der Möttling, Schloß Frydrichstain samt dem Landgericht und allem Zubehör als gewöhnliche Burghut zur Pflege habe. Jörg von Eck, Vizedom in Krain und sein Vater Sigmund selbst siegelten.

## Heutiger Zustand
Heute sind nur ruinöse Mauern und Überreste der Fundamente erhalten. Im Jahr 1993 begann die Restaurierung der Überreste. Bisher wurden die Wände restauriert und gegen weiteren Verfall geschützt. Die Ruinen der Burg sind ein bekannter Ausflugspunkt.